# Jerzy Woronczak
Jerzy Woronczak (ur. 9 listopada 1923 w Radomsku, zm. 6 marca 2003 we Wrocławiu) – profesor, językoznawca, mediewista, badacz literatury średniowiecznej, jeden z twórców językoznawstwa kwantytatywnego, judaista. Redagował serię Bibliotheca Judaica. 
Studiował we Wrocławiu historię i polonistykę. Od 1953 pracował w Instytucie Badań Literackich, gdzie w 1959 uzyskał stopień doktora, w 1991 profesora zwyczajnego. Od roku 1961 był członkiem komitetu redakcyjnego Słownika polszczyzny XVI wieku, od 1965 - Biblioteki Pisarzów Polskich. Od roku 1978 był wykładowcą Uniwersytetu Wrocławskiego.
Był wszechstronnym uczonym. Podstawę jego badań stanowiły studia nad dziełami literatury średniowiecznej, w tym Bogurodzicą. Prowadził badania interdyscyplinarne; badał związki między językiem a matematyką, zwłaszcza w dziedzinie stylometrii. Pod koniec życia badał nagrobki na cmentarzach żydowskich.

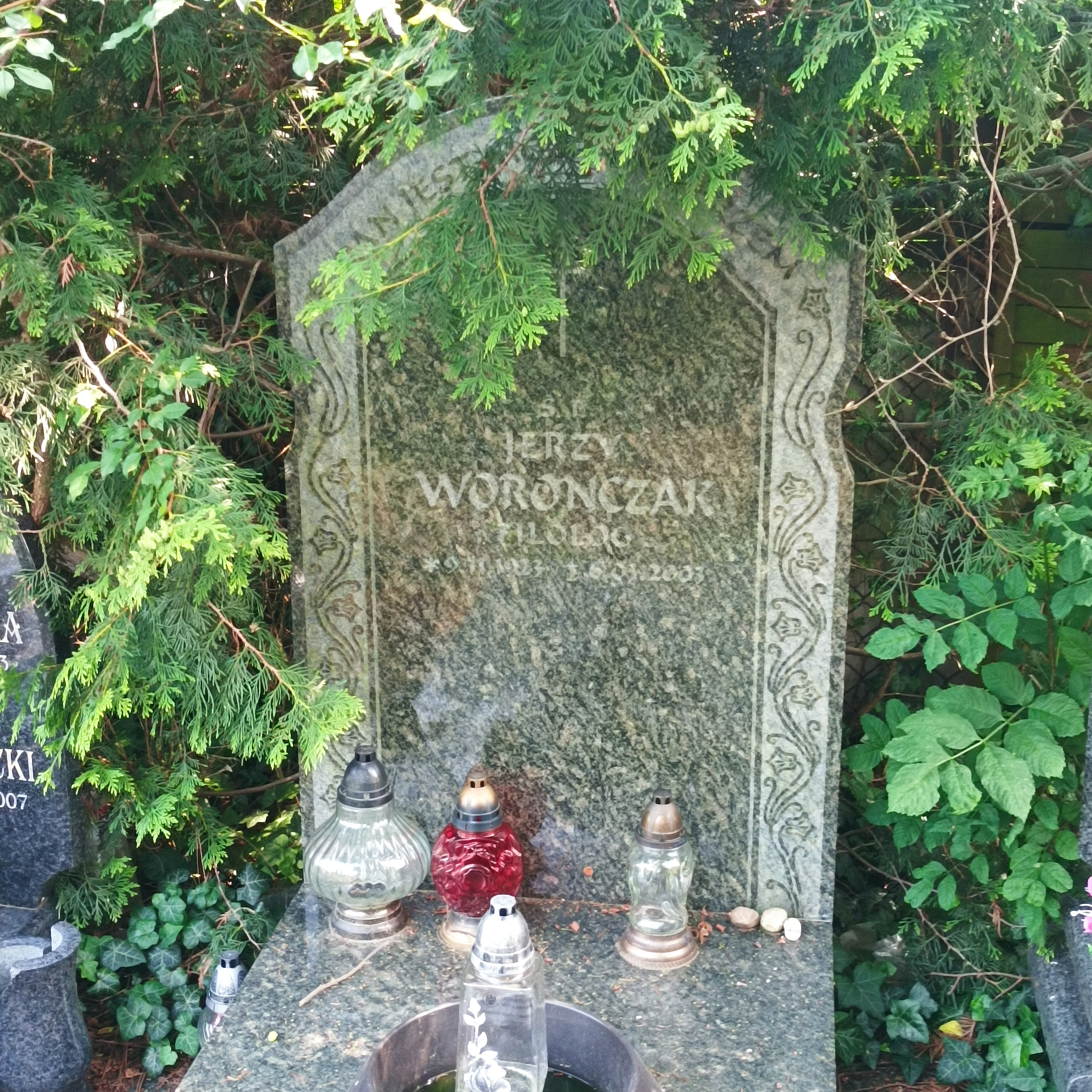
Grób Jerzego Woronczaka na Cmentarzu Świętej Rodziny